# Coelogyne holochila
Coelogyne holochila là một loài thực vật có hoa trong họ Lan. Loài này được P.F.Hunt & Summerh. mô tả khoa học đầu tiên năm 1966.